# Qu'il est bon de revenir !
Qu'il est bon de revenir ! (titre original : It's Great to Be Back!) est une nouvelle de Robert Heinlein publiée pour la première fois dans le journal The Saturday Evening Post le 26 juillet 1947 (en 1967 en français par OPTA) et faisant partie de l’Histoire du futur.

## Résumé
Un chimiste et sa femme (les MacRaes), vivant à Luna City sur la Lune, ont la nostalgie de la Terre au point de passer le plus clair de leur temps à se plaindre de l'avoir quittée. Cette attitude finit par agacer certains habitants...

## Éditions en français
- dans Histoire du futur (Tome 1),  OPTA, coll. Club du livre d'anticipation no 10, 1967.
- dans Histoire du futur (Tome 2), Les Vertes Collines de la Terre, Presses-Pocket/Pocket, coll. Science-fiction no 5063, 1979 (rééd. 1989)
- dans Histoire du futur (Tome II), Les Vertes Collines de la Terre, sous le titre C'est bon d'être de retour !, Gallimard, coll. Folio SF no 208, 2005.